# رود آلفئوس
رود آلفئوس (به لاتین: Alfeios) یک رود در یونان است که در استان پلوپونز واقع شده‌است.